# Ephestia
Ephestia – rodzaj motyli z rodziny omacnicowatych.
Należą tu gatunki:
- Ephestia abnormalella Ragonot, 1887
- Ephestia animella K.Nupponen et Junnilainen, 1998
- Ephestia callidella Guenée, 1845
- Ephestia calycoptila Meyrick, 1935
- Ephestia columbiella Neunzig, 1990
- Ephestia cypriusella Roesler, 1965
- Ephestia disparella Hampson, 1901
- Ephestia elutella (Hübner, 1796) – mklik próchniczek
- Ephestia inquietella Zerny, 1932
- Ephestia kuehniella (Zeller, 1879) – mklik mączny
- Ephestia laetella Rebel, 1907
- Ephestia mistralella (Millière, 1874)
- Ephestia parasitella Staudinger, 1859
- Ephestia rectivitella Ragonot, 1901
- Ephestia subelutellum (Ragonot, 1901)
- Ephestia unicolorella Staudinger, 1881
- Ephestia welseriella (Zeller, 1848)